# Totaloperation
Totaloperation ist ein Begriff ohne klare Bedeutung, der vor allem von medizinischen Laien im Zusammenhang mit einer Entfernung der (gesamten) Gebärmutter (Hysterektomie), das heißt einer Totalexstirpation, gebraucht wird. Dabei sind mit der Verwendung des Begriffs unterschiedliche Vorstellungen vom Ausmaß der Operation verknüpft. Auch Ärzte benutzen den Begriff in dem Bemühen, sich Patienten gegenüber verständlich auszudrücken. Allerdings wird der Begriff auch bei der ärztlichen Information in verschiedenen Zusammenhängen benutzt, was einerseits seine weitere Benutzung unter Laien, andererseits auch seine Missverständlichkeit aufrechterhält.
Zusätzlich erschwert wird eine klare Definition des Begriffs Totaloperation dadurch, dass Ärzte anderer Fachrichtungen ihn für gänzlich andere Operationen verwenden, beispielsweise Urologen für die vollständige Entfernung der Vorsteherdrüse zum Beispiel beim Prostatakarzinom und Chirurgen für bestimmte Schilddrüsen- oder Magenoperationen.

## Fachbegriffe und deren Bedeutung
Die vollständige operative Entfernung eines Organs wird fachsprachlich korrekt als Totalexstirpation oder als Ektomie bezeichnet, bei Krebsleiden unter bestimmten Umständen auch als „radikale Operation“. Die korrekten Bezeichnungen für eine vollständige Entfernung der Gebärmutter sind also Hysterektomie oder Totale Uterusexstirpation und grenzen diese gegen die subtotale Uterusexstirpation, also die unvollständige Entfernung der Gebärmutter, bei welcher der Gebärmutterhals erhalten bleibt, ab.
 In beiden Fällen schließt die Operation die Entfernung von Eierstöcken und Eileitern (Adnexe) nicht ein. Die Entfernung der Adnexe wird mit ein- oder beidseitiger Adnexektomie bezeichnet, unabhängig davon, ob sie zusätzlich zu einer Hysterektomie oder als eigenständiger Eingriff durchgeführt wird.

## Geschichte
Bis in die 1990er Jahre hinein gab es drei Standardtechniken zur Gebärmutterentfernung:
- Die vollständige Entfernung der Gebärmutter durch die Vagina
- Die vollständige Entfernung der Gebärmutter mit Gebärmutterhals durch den Bauch (Abdomen)
- Die unvollständige Entfernung der Gebärmutter ohne Gebärmutterhals durch den Bauch

Eine erweiterte vaginale Totalexstirpation der Gebärmutter hatte 1894 Alwin Mackenrodt (1859–1925) durchgeführt. Die unvollständige Entfernung durch den Bauch (subtotale abdominale Uterusexstirpation) war bis in die erste Hälfte des 20. Jahrhunderts unter den noch nicht so fortgeschrittenen Operationsbedingungen wesentlich einfacher und schneller durchführbar als die vollständige Entfernung durch den Bauch (totale abdominale Uterusexstirpation) und wurde daher erheblich häufiger ausgeführt. Sie hatte zudem den Vorteil des geringeren Risikos für eine Wundinfektion, insbesondere einer fast immer tödlich endenden Peritonitis, da der Gebärmutterhals als Barriere zwischen Scheide und Bauchhöhle erhalten blieb. Es starben wesentlich weniger Frauen nach einer subtotalen Uterusexstirpation als nach einer (vollständigen) Hysterektomie. Dem stand der Nachteil gegenüber, dass sich weiterhin ein Gebärmutterhalskrebs entwickeln konnte. Die Technik der unvollständigen Hysterektomie wurde seit den 1950er Jahren bei immer besser werdenden Operationsbedingungen (Narkose, Antisepsis u. a.) von der vollständigen Hysterektomie verdrängt. Seit ungefähr 1995 ändert sich das wieder zugunsten der unvollständigen Gebärmutterentfernung, weil hierfür in den letzten Jahren neue Techniken entwickelt wurden und das Risiko, an einem Gebärmutterhalskrebs zu erkranken, aus verschiedenen Gründen sank.

## Begriffsverwirrung im Sprachgebrauch
Vor allem inzwischen ältere Frauen wurden zu einer Zeit operiert, als der Begriff totale (abdominale) Uterusexstirpation, abgekürzt auch TE oder Totale noch zum täglichen ärztlichen Sprachgebrauch gehörte. Sie sprechen in diesem Zusammenhang davon, dass sie „totaloperiert“ seien, es sei „alles raus“. Sie haben dabei meist die Vorstellung, dass die Gebärmutter und die Eierstöcke entfernt worden wären. Häufig traf das auch zu, weil bis in die 1990er Jahre keine Einigkeit unter den Operateuren bestand, ob bei Frauen, die das 40. Lebensjahr überschritten hatten, anlässlich einer Hysterektomie die Eierstöcke zur Vorbeugung gegen Eierstockkrebs mitentfernt werden sollten oder nicht.

Allerdings ist diese Vorstellung nicht immer zutreffend. Bei erneuten Operationen wird nämlich manches Mal festgestellt, dass die Eierstöcke trotz angeblicher Totaloperation noch vorhanden sind.
In den letzten Jahren wurde die Begriffsverwendung nicht vereinheitlicht. So werden derzeit neben den oben erwähnten Operationen anderer medizinischer Fachrichtungen verschieden invasive (eingreifende) Formen der Gebärmutterentfernung mit Totaloperation bezeichnet:
- nur die Entfernung der vollständigen Gebärmutter, Zitat: „Bei sehr großen, ungünstig gelegenen oder besonders zahlreich vorhandenen Myomen empfiehlt der Arzt – vor allem, wenn die Familienplanung bereits abgeschlossen ist – die Gebärmutterentfernung (Totaloperation, Hysterektomie).“[7]
- die Entfernung von Gebärmutter und Eierstöcken, Zitat: „… die Entfernung von Gebärmutter und Ovarien – von Frauen und auch Frauenärzten vielfach mit dem Begriff ‚Totaloperation‘ bezeichnet…“[8]
- die erweiterte („radikale“) Gebärmutterentfernung mit Eierstock- und Lymphknotenentfernung, Zitat: „… Hysterektomie. Die besteht in der Entfernung von Gebärmutterkörper und Gebärmutterhals (Gebärmutterentfernung) und des umliegenden Bindegewebes, dem oberen Drittel der Scheide, der Eierstöcke und Eileiter sowie der zum Abflussgebiet gehörenden Lymphknoten (Radikaloperation nach Wertheim-Meigs, auch Totaloperation genannt).“[9]

Kritisiert wurde der Begriff Totaloperation unter anderem
- 1984 von Lösche[10]
- 2001/2002 von Gunhild Buse[11]